# アヴァン・プログ
アヴァン・プログ（Avant-prog、avant-garde progressive rock＝前衛的プログレッシブ・ロックの略）は、2つの別々のプログレッシブ・ロックのサブ・スタイルを拡張したものとして、1970年代後半に登場したスタイルで、ロック・イン・オポジション（RIO）、カンタベリー・ロックを含んでいる。

## 歴史と特徴
主となるグループやアーティストはアメリカ出身だが、それだけでなくヨーロッパや日本からも輩出しており、「大きなプログレッシブ・ロックの公演用の舞台小道具を使う煩わしさを避けながら、曲の複雑さに焦点を当てつつ、インストゥルメンタルは簡略化し、ほとんど短いインストゥルメンタルの断片のような曲を書くために始まった」。シンキング・プレイグやモーター・トーテミスト・ギルドなどを含む一部のグループは、長期にわたって贅沢に楽器を使っての作業をしながら、フリー・インプロヴィゼーションや、サウンド・コラージュ、その他の前衛的なテクニックに手を出していった。これらのアーティストは、キュニフォーム・レコード（アメリカ）、レコメンデッド・レコード（後のReR Megacorp、イギリス）、RecRecミュージック（スイス）のようなレコード・レーベルに集まった。

## 代表的なアーティスト
※これは動的なリストであり、完全を目指すために特定の標準を満たすことが難しいでしょう。信頼できる情報源に基づくエントリによる拡張でその手助けができます。
- バードソングス・オブ・ザ・メソゾイク (Birdsongs of the Mesozoic)[1]
- ブード・デューン (Boud Deun)[1]
- クロージャー・イン・モスクワ (Closure in Moscow)[2]
- ドクター・ナーヴ (Doctor Nerve)[1]
- ボブ・ドレイク (Bob Drake)[3]
- サークル (Circle)[4]
- フォーエヴァー・アインシュタイン (Forever Einstein)[1]
- グアポ (Guapo)[5]
- ヘンリー・カウ (Henry Cow)[6]
- キラン・レナード (Kiran Leonard)[7]
- ミリオドール (Miriodor)[1]
- モーター・トーテミスト・ギルド (Motor Totemist Guild)[1]
- マフィンズ (The Muffins)[1]
- ニューズ・フロム・ベイブル (News from Babel)[1]
- シンキング・プレイグ (Thinking Plague)[1]
- トマホーク (Tomahawk)[8]
- ZS (Zs)[9]